# 에릭 린든

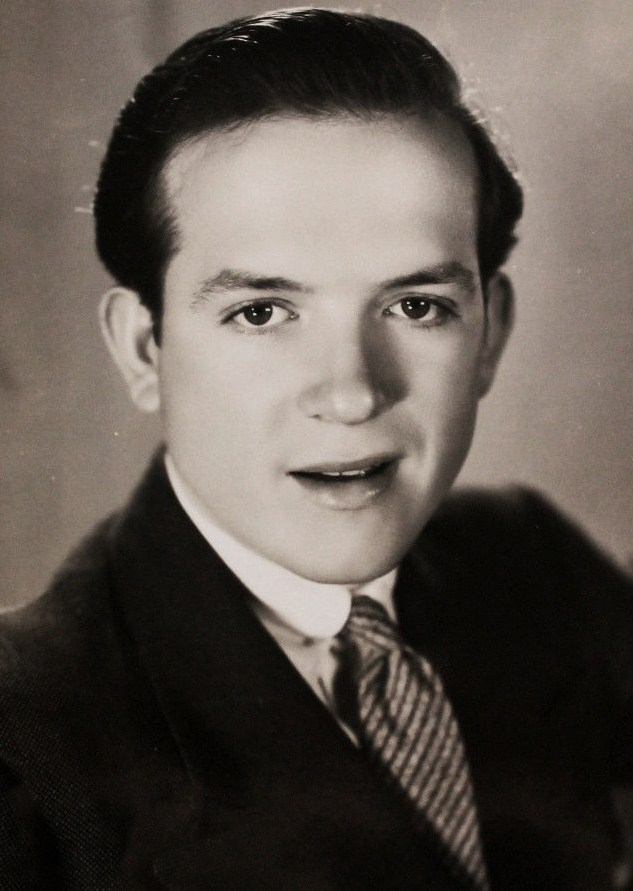

에릭 린든(Eric Linden, 1909년 9월 15일 ~ 1994년 7월 14일)은 미국의 배우이다.
뉴욕에서 태어났으며 러구나비치에서 사망하였다.

## 영화
- 에브리씽스 온 아이스 (1939년)
- 바람과 함께 사라지다 (1939년)
- 로빈 훗 - 엘도라도 (1936년)
- 황무지 (1935년)
- 빅 시티 블루스 (1932년) - 버드 리브스 역
- 더 크라우드 로어스 (1932년)